# Шурић
Шурић је насеље у Србији у општини Алексинац у Нишавском округу. Према попису из 2022. било је 101 становника (према попису из 1991. било је 160 становника).

## Демографија
У насељу Шурић живи 109 пунолетних становника, а просечна старост становништва износи 49,1 година (48,3 код мушкараца и 49,8 код жена). У насељу има 44 домаћинства, а просечан број чланова по домаћинству је 2,91.
Ово насеље је скоро у потпуности насељено Србима (према попису из 2002. године), а у другој половини XX века је број становника преполовљен.
|  |

| Демографија | Демографија | Демографија |
| Година      | Становника  | Становника  |
| ----------- | ----------- | ----------- |
| 1948.       | 246         |             |
| 1953.       | 246         |             |
| 1961.       | 245         |             |
| 1971.       | 225         |             |
| 1981.       | 214         |             |
| 1991.       | 160         | 160         |
| 2002.       | 128         | 132         |

| Етнички састав према попису из 2002.‍ | Етнички састав према попису из 2002.‍ | Етнички састав према попису из 2002.‍ | Етнички састав према попису из 2002.‍ | Етнички састав према попису из 2002.‍ |
| ------------------------------------ | ------------------------------------ | ------------------------------------ | ------------------------------------ | ------------------------------------ |
|                                      |                                      |                                      |                                      |                                      |
| Срби                                 | Срби                                 |                                      | 125                                  | 97,65%                               |
| Роми                                 | Роми                                 |                                      | 3                                    | 2,34%                                |
| непознато                            | непознато                            |                                      | 0                                    | 0,0%                                 |

| Година пописа     | 1948. | 1953. | 1961. | 1971. | 1981. | 1991. | 2002. |
| ----------------- | ----- | ----- | ----- | ----- | ----- | ----- | ----- |
| Број домаћинстава | 49    | 54    | 57    | 51    | 55    | 46    | 44    |

| Број чланова      | 1  | 2  | 3 | 4 | 5 | 6 | 7 | 8 | 9 | 10 и више | Просек |
| ----------------- | -- | -- | - | - | - | - | - | - | - | --------- | ------ |
| Број домаћинстава | 10 | 14 | 9 | 2 | 2 | 5 | 1 | 1 | 0 | 0         | 2,91   |

| Пол    | Укупно | Неожењен/Неудата | Ожењен/Удата | Удовац/Удовица | Разведен/Разведена | Непознато |
| ------ | ------ | ---------------- | ------------ | -------------- | ------------------ | --------- |
| Мушки  | 60     | 14               | 37           | 8              | 1                  | 0         |
| Женски | 55     | 2                | 38           | 14             | 1                  | 0         |
| УКУПНО | 115    | 16               | 75           | 22             | 2                  | 0         |

| Пол    | Укупно                    | Пољопривреда, лов и шумарство | Рибарство                            | Вађење руде и камена | Прерађивачка индустрија       |
| ------ | ------------------------- | ----------------------------- | ------------------------------------ | -------------------- | ----------------------------- |
| Мушки  | 42                        | 38                            | 0                                    | 0                    | 0                             |
| Женски | 35                        | 32                            | 0                                    | 0                    | 0                             |
| УКУПНО | 77                        | 70                            | 0                                    | 0                    | 0                             |
| Пол    | Производња и снабдевање   | Грађевинарство                | Трговина                             | Хотели и ресторани   | Саобраћај, складиштење и везе |
| Мушки  | 0                         | 0                             | 1                                    | 0                    | 0                             |
| Женски | 0                         | 0                             | 0                                    | 0                    | 0                             |
| УКУПНО | 0                         | 0                             | 1                                    | 0                    | 0                             |
| Пол    | Финансијско посредовање   | Некретнине                    | Државна управа и одбрана             | Образовање           | Здравствени и социјални рад   |
| Мушки  | 0                         | 0                             | 1                                    | 1                    | 0                             |
| Женски | 0                         | 0                             | 0                                    | 0                    | 3                             |
| УКУПНО | 0                         | 0                             | 1                                    | 1                    | 3                             |
| Пол    | Остале услужне активности | Приватна домаћинства          | Екстериторијалне организације и тела | Непознато            | Непознато                     |
| Мушки  | 0                         | 0                             | 0                                    | 1                    | 1                             |
| Женски | 0                         | 0                             | 0                                    | 0                    | 0                             |
| УКУПНО | 0                         | 0                             | 0                                    | 1                    | 1                             |